# 克劳斯·埃夫克
克劳斯·埃夫克（德語：Klaus Aeffke，1940年5月9日—），德国男子赛艇运动员。他曾代表德国联队参加1964年夏季奥林匹克运动会赛艇比赛，获得男子八人单桨有舵手银牌。